# L'Aigle à deux têtes
L'Aigle à deux têtes é uma peça francesa em três atos de Jean Cocteau, escrita em 1943 e encenada pela primeira vez em 1946. É conhecido em inglês como he Eagle with Two Heads, The Eagle Has Two Heads, The Two-Headed Eagle, The Double-Headed Eagle, e Eagle Rampant. O título se refere à águia de duas cabeças da heráldica. Cocteau também dirigiu um filme de sua peça, lançado em 1948.
Cocteau disse que se inspirou para a peça nas histórias distintas de Ludwig II da Baviera e da Imperatriz Elisabeth da Áustria. Ludwig foi encontrado afogado no Lago Starnberg, na Baviera, em circunstâncias que nunca foram explicadas satisfatoriamente. Elisabeth foi esfaqueada no coração por um assassino enquanto caminhava em Genebra. Para seu retrato da Rainha, Cocteau baseou-se no retrato de Elisabeth dado por Remy de Gourmont em suas Promenades littéraires. Ele também estava preocupado em criar personagens que exigissem um grande estilo de atuação em uma tradição que ele via em declínio no teatro francês. As atuações de Edwige Feuillère e Jean Marais na primeira produção francesa foram uma parte essencial da concepção da peça por Cocteau.

## Sinopse
No 10º aniversário do assassinato do rei, sua viúva reclusa, a Rainha, chega para passar a noite no castelo de Krantz. Stanislas, um jovem poeta anarquista que tenta assassiná-la, entra em seu quarto, ferido; ele se parece exatamente com o rei morto, e a rainha o abriga em vez de entregá-lo à polícia. Ela o vê como a personificação bem-vinda de sua própria morte, chamando-o de Azraël (o anjo da morte). Um amor ambíguo se desenvolve entre eles, unindo-os em uma tentativa de superar as maquinações dos políticos da corte, representados pelo Conde de Foëhn, o chefe de polícia, e Édith de Berg, a companheira da rainha. Para permanecerem fiéis aos seus ideais e um ao outro, a Rainha e Stanislas precisam desempenhar seus papéis em uma bizarra tragédia particular, que o mundo nunca entenderá.
- O Ato 1 acontece no quarto da Rainha em Krantz: à noite.
- O Ato 2 se passa na biblioteca do castelo: na manhã seguinte.
- O Ato 3 está novamente na biblioteca: na manhã seguinte.

## Análise dramática
Cocteau estava interessado em justapor duas personagens que representam ideias opostas, uma rainha com temperamento anarquista e um anarquista com simpatias monarquistas, e que se afastam dessas identidades à medida que interagem entre si como seres humanos. Outros temas recorrentes em outras partes da obra de Cocteau são a obsessão do poeta pela morte e a realização do amor na morte (Orphée, Le Sang d'un poète, L'Éternel Retour).

## Produções
A peça foi encenada pela primeira vez no Théâtre Royal des Galeries, em Bruxelas, em outubro de 1946, seguida por algumas apresentações em Lyon. As primeiras apresentações em Paris ocorreram em novembro de 1946 no Théâtre Hébertot, dirigidas por Jacques Hébertot. O elenco incluía Edwige Feuillère como a Rainha, Jean Marais como Stanislas, Silvia Monfort como Édith de Berg e Jacques Varennes como o Conde de Foëhn. Os figurinos foram de Christian Bérard, os cenários de André Beaurepaire, e Georges Auric escreveu o "Hymne royal", que é ouvido no final da peça. A produção continuou em outros teatros de Paris em 1947.
Uma versão em inglês da peça foi feita por Ronald Duncan sob o título The Eagle Has Two Heads . Foi apresentada pela primeira vez no Lyric Hammersmith, em Londres, em 4 de setembro de 1946, com Eileen Herlie como a Rainha e James Donald como Stanislas. Foi dirigido para a Company of Four por Murray Macdonald. (Ronald Duncan descreveu sua versão como uma "adaptação" em vez de uma tradução. Cocteau não gostou desta versão em inglês, chamando-a de "absurda".)
A primeira produção de Nova York foi encenada no Plymouth Theatre em 19 de março de 1947, com Tallulah Bankhead como a Rainha e Helmut Dantine como Stanislas. Bankhead havia escalado originalmente Marlon Brando, de 22 anos, para interpretar Stanislas, mas o relacionamento de trabalho deles, de acordo com Brando, era desconfortável e opressivo, tanto no palco quanto fora dele. Após seis semanas de testes frustrantes fora da cidade, ela demitiu Brando em New Haven e escalou o papel com Dantine a tempo da estreia na Broadway. De acordo com Cocteau, Bankhead fez suas próprias alterações na peça, e a produção foi um fracasso, com apenas 29 apresentações.

## Adaptações
- L'Aigle à deux têtes (1948) foi o filme de Cocteau baseado em sua peça, usando os mesmos atores principais da produção teatral de Paris.
- L'Aigle à deux têtes (1975) foi uma versão da peça para a TV francesa, dirigida por Pierre Cavassilas.
- Il mistero di Oberwald (1981) foi um filme da peça dirigido por Michelangelo Antonioni.